# Šumber
Šumber is een plaats in de gemeente Sveta Nedelja in de Kroatische provincie Istrië. De plaats telt 432 inwoners (2001).